# Pic des Heuvières
Le pic des Heuvières est un sommet du chaînon de la Font Sancte situé en France entre les vallées de Ceillac et du val d'Escreins. Il fait partie du parc naturel régional du Queyras et culmine à 3 271 m.

## Randonnée pédestre

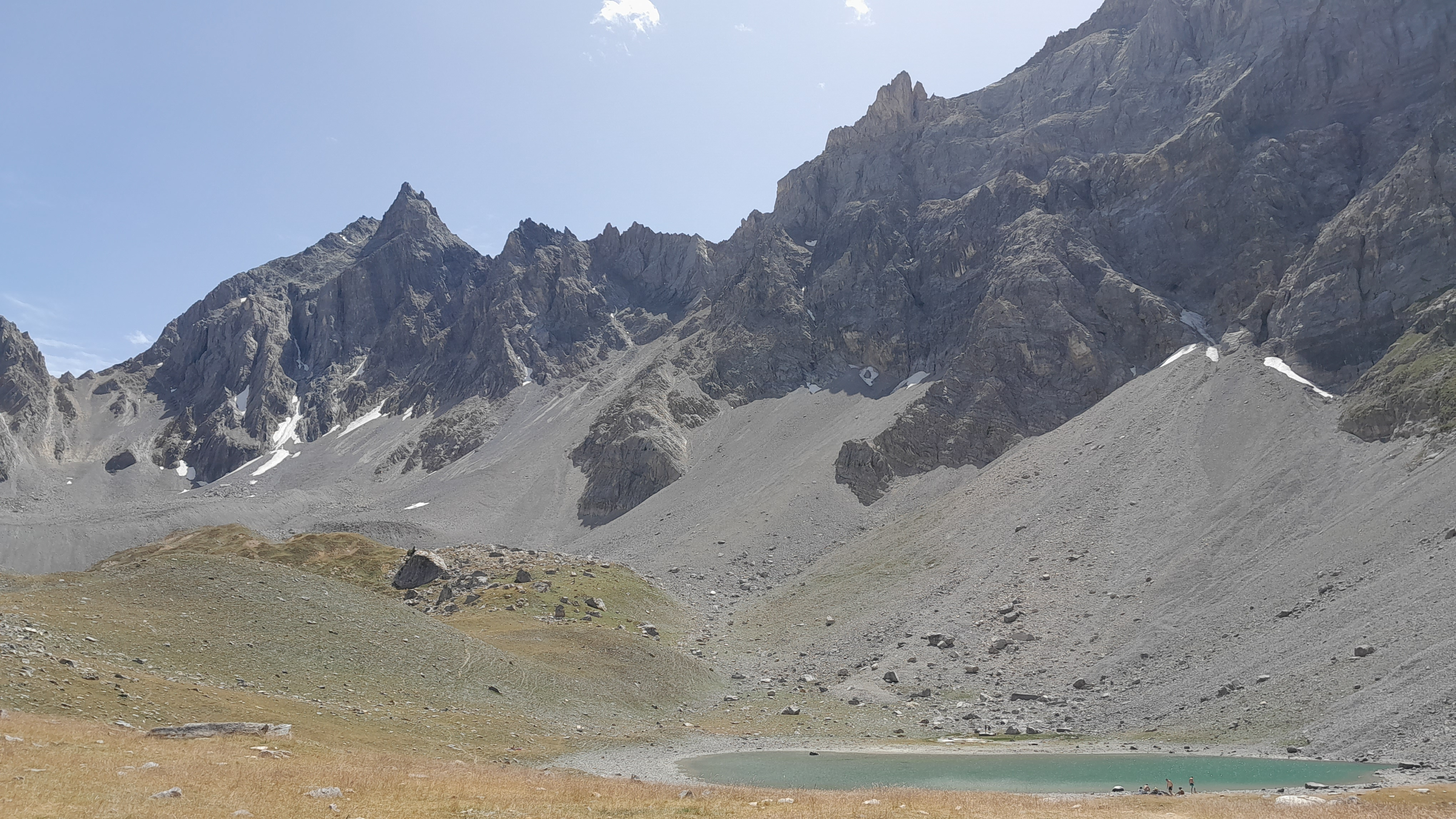
La lac des Rouites, juste au pied du pic des Heuvières (à gauche).

Les abords du pic en venant de Ceillac s'atteignent en se rendant aux lacs Miroir, Sainte-Anne ou des Rouites. Le sommet est aussi bien visible depuis le chemin de l'oratoire de la Font Sancte, du côté du val d'Escreins.